# Kyselina peroctová
Kyselina peroctová (též kyselina peroxooctová, kyselina peroxyoctová, systematický název kyselina peroxyethanová PAA) je chemická sloučenina ze skupiny organických peroxidů, sumární vzorec je C2H4O3. Je to čirá bezbarvá kapalina s charakteristickým ostrým octovým zápachem. Má silný oxidační potenciál a je silnou žíravinou. Koncetrovaná kyselina peroctová je nestabilní a je nebezpečnou výbušninou.

## Výroba
Kyselina peroctová se vyrábí nepřetržitým přidáváním kyseliny octové a peroxidu vodíku do vodného reakčního média obsahujícího kyselinu sírovou jako katalyzátor. Reakce se nechává probíhat až 10 dní, aby se dosáhlo vysoké výtěžnosti produktu podle následující rovnice:
CH3COOH + H2O2 ↔ C2H4O3 + H2O
Kyselina peroctová se vždy prodává jako roztok s kyselinou octovou a peroxidem vodíku, aby byla zajištěna chemická stabilita. Koncentrace kyseliny jako aktivní složky je různá, obvykle záleží na způsobu použití. Další metodou přípravy kyseliny je oxidace acetaldehydu nebo alternativně může jít o cílový produkt reakce anhydridu kyseliny octové, peroxidu vodíku a kyseliny sírové. Jiná metoda je založena na reakci tetraacetylethylendiaminu (TAED) za přítomnosti zásaditého roztoku peroxidu vodíku. Kyselina peroctová přirozeně vzniká v životním prostředí sérií fotochemických reakcí, zahrnujících formaldehyd a fotooxidační radikály.

## Použití

### Antimikrobiální činidlo
Kyselina peroctová je ideálním antimikrobiálním činidlem, díky svému vysokému oxidačnímu potenciálu. Je široce účinná proti mikroorganismům a není deaktivována katalázou a peroxidázou, enzymy rozkládajícími peroxid vodíku. Rozpadá se na látky bezpečné pro potraviny i životní prostředí (kyselinu octovou a peroxid vodíku) a proto ji lze použít pro bezoplachové aplikace. Kyselinu peroctovou lze používat v širokém rozmezí teplot (0–40 °C), širokém rozmezí pH (3,0–7,5), v procesech clean-in-place (CIP, čištění bez rozebírání), v prostředí s tvrdou vodou, není ovlivňována zbytky bílkovin.

#### Mechanismus účinku
Kyselina peroctová ničí mikroorganismy oxidací (hydroxylovým radikálem (OH)) a následným rozpadem jejich buněčných membrán. Protože je difuze pomalejší než poločas života radikálu, reaguje s jakoukoli oxidovatelnou sloučeninou ve své blízkosti. Může poškodit téměř všechny typy makromolekul spojené s mikroorganismy: sacharidy, nukleové kyseliny (mutace), lipidy (lipidová peroxidace) a aminokyseliny (např. konverzí Phe na m-Tyr a o-Tyr). To nakonec vede k lýze buňky a smrti mikroorganismu.

#### Použití
Americká organizace EPA poprvé zaregistrovala kyselinu peroctovou jako antimikrobiální látku v roce 1985, a to pro použití na tvrdé povrchy v interiérech. Případy použití zahrnují např. zemědělské objekty, výrobny potravin, zdravotnická zařízení a koupelny v domácnostech. Kyselina peroctová je též registrována pro použití v mlékárnách a sýrárnách, na zařízení pro výrobu potravin, pasterizéry v pivovarech, vinařských závodech a dalších výrobnách nápojů. Používá se také pro dezinfekci lékařské techniky, jako prevence tvorby biofilmu v papírnách, a k čištění a dezinfekci vody. Kyselinu peroctovou lze použít i k dezinfekci vody v chladicích věžích, kde brání tvorbě biofilmu a umožňuje účinně bojovat s bakterií Legionella.
V České republice má použití kyseliny peroctové k dezinfekci ještě mnohem delší historii. Dezinfekční přípravek Persteril se vyrábí od roku 1966, na trhu je řada dalších přípravků obsahujících kyselinu peroctovou. Přípravky s kyselinou peroctovou mají úplné spektrum dezinfekční účinnosti (A, B, C, T, M, V).

### Chemická syntéza
Kyselinu peroctovou lze použít jako chemikálii pro syntézu, kdy se její oxidační vlastnosti využívají k přidávání atomu kyslíku do dvojných vazeb, např. v ethenu a propenu, pro tvorbu epoxidů a alkoholů. Lze ji použít i pro syntézu glycerolu z propenu, a též při výrobě polyamidů.

### Bělicí činidlo
Kyselinu peroctovou lze využí i jako bělicí činidlo. Protože uvolňuje kyslík výrazněji a při nižších teplotách než jiná bělidla, je jemnější k běleným materiálům. Bělení buničiny peroctovou kyselinou poskytuje papír, který neobsahuje žádných chlor (označovaný TCF, angl. Totally Chlorine Free).